# 10.º Ejército (Imperio alemán)
El 10.º Ejército (en alemán: 10. Armee / Armeeoberkommando 10 / A.O.K. 10) fue un mando a nivel de ejército del Ejército Imperial Alemán en la I Guerra Mundial formado en enero de 1915 en Colonia. Sirvió exclusivamente en el frente oriental. Fue disuelto el 6 de enero de 1919.

## Historia
Durante la I Guerra Mundial el 10.º Ejército fue estacionado en el frente oriental donde luchó contra Rusia. También participó en la ocupación de Polonia y Bielorrusia al final de 1918 cuando la guerra terminó.
El 10.º Ejército público el periódico "Zeitung der 10. Armee" ("Periódico del 10.º Ejército ").

## Comandantes
El 10.º Ejército tuvo los siguientes comandantes:
| Desde                   | Comandante                                 | Previamente                                         | Posteriormente                                                      |
| ----------------------- | ------------------------------------------ | --------------------------------------------------- | ------------------------------------------------------------------- |
| 26 de enero de 1915     | Generaloberst Hermann von Eichhorn         | VII Inspección del Ejército (VII. Armee-Inspektion) | Heeresgruppe Eichhorn concurrentemente desde el 30 de julio de 1916 |
| 18 de diciembre de 1917 | Generalfeldmarschall Hermann von Eichhorn  | VII Inspección del Ejército (VII. Armee-Inspektion) | Heeresgruppe Eichhorn concurrentemente desde el 30 de julio de 1916 |
| 5 de marzo de 1918      | General de Infantería Erich von Falkenhayn | Heeresgruppe F                                      | Retirado                                                            |